# 阿布巴卡爾·謝考
阿布巴卡爾·穆罕默德·謝考（阿拉伯语：‎，1973年3月23日—2021年5月19日），是恐怖主義組織博科聖地的頭目，據報其地位已被取代；他被美國當局列為「特別指定的全球恐怖分子」，亦被美國的正義賞金項目通緝，懸賞700萬美元（截至2015年10月）。
2021年6月，組織內敵對派系領導人阿布·穆薩布·巴納維宣稱，謝考已於5月中旬一場組織內鬥—桑比沙森林之役中身亡；當時謝考派已處於下風，巴納維派安排組織內高級軍官與謝考談判，嘗試說服其投降並接受巴納維領導，但謝考堅決拒絕，並猝然引爆預先準備的炸彈背心與該軍官同歸於盡。

## 生平

### 早年生活
阿布巴卡爾·謝考是一名卡努里人，他的出生年份未有定論，美國政府的正義賞金項目把他的出生日期列為「1965年、1969年、1975年」；謝考的出生地點亦受爭議，大多數觀點都認為他在尼日爾出生，尼日爾方面則指他生於尼日利亞的約貝州。
謝考的父母皆是清貧農戶，他們移居到尼日利亞的東北地區；當時，謝考是一名信奉伊斯蘭教的青年，他起初學習基礎的伊斯蘭教神學，其後專注研習遜尼派的學說，後來還到了博爾諾州的法律研究和伊斯蘭研究學校。謝考在求學時期變得思想激進，對博科聖地感興趣；他的同學憶述謝考變得粗暴和激進，總是與同一教派的成員待在一起，避開其他同窗。

### 成為博科聖地頭目
在2009年以前，謝考只是博科聖地的副手，該組織的首領是穆罕默德·尤素夫。但是，尤素夫其後在2009年被尼日利亞警方殺死，令博科聖地領導人之間掀起了一場血腥的權力鬥爭；謝考勝出了這場鬥爭，接掌大權，他領導下的博科聖地比尤素夫掌權時激進得多，作戰能力也因此得以提升。謝考還迎娶了尤素夫其中一名遺孀，領養她和尤素夫的兒女。2010年，謝考宣佈將與阿爾蓋達組織並肩作戰，聲言要攻擊尼日利亞境內的西方利益，又對美國作出威脅。
此後，謝考領導下的博科聖地持續困擾了尼日利亞和周邊國家最少六年，殺害了最少13,000名包括穆斯林在內的平民；他領導的博科聖地進行了多宗恐怖襲擊，該組織曾發動以兒童為目標的襲擊，並在2014年綁架一批女童。2015年5月，博科聖地通過社交媒體發佈語音訊息，宣佈效忠恐怖組織伊斯蘭國，說話者據說為謝考本人。
謝考曾多次被誤傳死訊。2015年8月，乍得總統伊德里斯·代比聲稱謝考的地位已被穆罕默德·達烏德取代。同月，尼日利亞有新聞網站指謝考已死，還附上了一張據稱是謝考屍首的照片；但是，博科聖地其後發佈片段，謝考在片段中表示自己尚在生，粉碎傳言。
2016年，謝考發表視像講話，拒絕被伊斯蘭國欽點人選阿布·穆薩布·巴納維取代，稱自己仍是博科聖地的領袖，此事可能顯示博科聖地和伊斯蘭國決裂。

### 被列為恐怖分子
2012年6月，美國國務院在行政命令下把謝考列為「特別指定的全球恐怖分子」，而美國的正義賞金項目亦通緝謝考，並向協助緝捕他的人提供最高700萬美元的獎金（數據截至2015年10月）。

### 死亡
2021年6月，組織內敵對派系領導人阿布·穆薩布·巴納維宣稱，謝考已於5月中旬一場組織內鬥—桑比沙森林之役中身亡；當時謝考派已處於下風，巴納維派派一高級軍官與謝考談判，嘗試說服其投降並接受巴納維領導，但謝考堅決拒絕，並猝然引爆預先準備的炸彈背心與該軍官同歸於盡。